# Деканат Айзенштадт
Деканат Айзенштадт — деканат католической епархии Айзенштадт.
Деканат включает в себя 14 приходов.

## Приходы с церковными зданиями
| Приход — Pfarre                                                      | Святой покровитель — Patrozinium                            | Церковное здание — Kirchengebäude                                                     | Изображение — Bild                               |
| Айзенштадт-Домпфарре (Eisenstadt-Dompfarre)                          | Святой Мартин Турский (Hl. Martin)                          | Собор Святого Мартина (Айзенштадт) (Dom St. Martin)                                   | Собор Святого Мартина (Айзенштадт)               |
| Айзенштадт-Клайнхёфлайн (Eisenstadt-Kleinhöflein im Burgenland)      | Святой Вит (St. Vitus (Hl. Veit))                           | Приходская церковь Айзенштадт-Клайнхёфлайн (Pfarrkirche Eisenstadt-Kleinhöflein)      | Приходская церковь Клайнхёфлайн                  |
| Айзенштадт-Оберберг (Eisenstadt-Oberberg)                            | Пресвятая Дева Мария (Mariä Heimsuchung)                    | Горная церковь (Айзенштадт) (Bergkirche Eisenstadt)                                   | Горная церковь (Айзенштадт)                      |
| Айзенштадт-Санкт-Георген (Eisenstadt-Sankt Georgen am Leithagebirge) | Святой Юр (Hl. Georg)                                       | Приходская церковь Санкт-Георген-ам-Лайтагебирге (Pfarrkirche Eisenstadt-St. Georgen) | Приходская церковь Санкт-Георген-ам-Лайтагебирге |
| Вимпассинг (Wimpassing)                                              | Непорочное зачатие Девы Марии (Zur Unbefleckten Empfängnis) | Приходская церковь Вимпассинг (Pfarrkirche Wimpassing)                                |                                                  |
| Гросхёфлайн (Großhöflein)                                            | Иоанн Креститель (Hl. Johannes d. Täufer)                   | Приходская церковь Гросхёфлайн (Pfarrkirche Großhöflein)                              | Приход Гросхёфлайн                               |
| Лайтапродерсдорф (Leithaprodersdorf)                                 | Мария Магдалина (Hl. Maria Magdalena)                       | Приходская церковь Лайтапродерсдорф (Pfarrkirche Leithaprodersdorf)                   |                                                  |
| Лоретто (oretto)                                                     | Непорочное зачатие Девы Марии (Zur Unbefleckten Empfängnis) | Базилика Мария-Лоретто-им-Бургенланд (Basilika Maria Loretto)                         |                                                  |
| Мюллендорф (Müllendorf)                                              | Святой Эгидий (Ägidius von St. Gilles)                      | Приходская церковь Мюллендорф (Pfarrkirche Müllendorf)                                |                                                  |
| Нойфельд-ан-дер-Лайта (Neufeld an der Leitha)                        | Архангел Михаил (Hl. Erzengel Michael)                      | Приходская церковь Нойфельд-ан-дер-Лайта (Pfarrkirche Neufeld an der Leitha)          |                                                  |
| Хорнштайн (Hornstein)                                                | Святая Анна (Hl. Anna)                                      | Приходская церковь Хорнштайн (Pfarrkirche Hornstein)                                  |                                                  |
| Циллингталь (Zillingtal)                                             | Святой Пётр и святой Павел (Hl. Petrus und Paulus)          | Приходская церковь Циллингталь (Pfarrkirche Zillingtal)                               | Приходская церковь святых Петра и Павла          |
| Штайнбрунн (Steinbrunn)                                              | Святой Крест (Zur Kreuzauffindung)                          | Приходская церковь Штайнбрунн (Pfarrkirche Steinbrunn)                                |                                                  |
| Штотцинг (Stotzing)                                                  | Иоанн Креститель (Hl. Johannes d. Täufer)                   | Приходская церковь Штотцинг (Pfarrkirche Stotzing)                                    |                                                  |